# SOCAR Tower
SOCAR Tower — хмарочос у Баку, столиці Азербайджану, який будують.

## Проект
SOCAR Tower — найвищий з нині споруджуваних хмарочосів у Баку. Розташується на проспекті Гейдара Алієва, займе ділянку площею 5 га. Спроектовано південнокорейською компанією Heerim Architects & Planners Co. Ltd на основі концепції «Вітер і полум'я». Будівля будується турецькою компанією TEKFEN İnşaat.

## Будівництво
Будівництво було розпочато у 2010 році. Конструкція будівлі складається з бетонної серцевини, на яку встановлюється композитна система сталевої конструкції, сейсмостійкість якої 9 балів за шкалою Ріхтера. Серцевина зростає швидше, так як для встановлення металевого каркаса необхідна висока міцність бетону.
На даний момент[коли?] будівництво поверхів завершено, скління фасаду на завершальній стадії.

## Використання
Хмарочос стане офісним будинком ДНКАР (Державна нафтова компанія Азербайджанської Республіки).
У ньому розміщуватимуться 5 конференц залів, фітнес-центр, кілька їдалень, на наземному поверсі будівлі буде розташовуватися стоянка на 1045, а на підземному поверсі — на 240 автомобілів.

Хмарочос розрахований на робочий персонал компанії кількістю 2200 осіб.

## Цікаві факти
- Чищення і сервіс фасаду будівлі буде проводитися за допомогою автоматичної системи очищення İKU.
- Будівлю буде забезпечено ліфтами TWIN, особливість яких полягає в тому, що в одній шахті одна над однією розміщено дві кабіни, що переміщаються незалежно одна від одної.

## Галерея

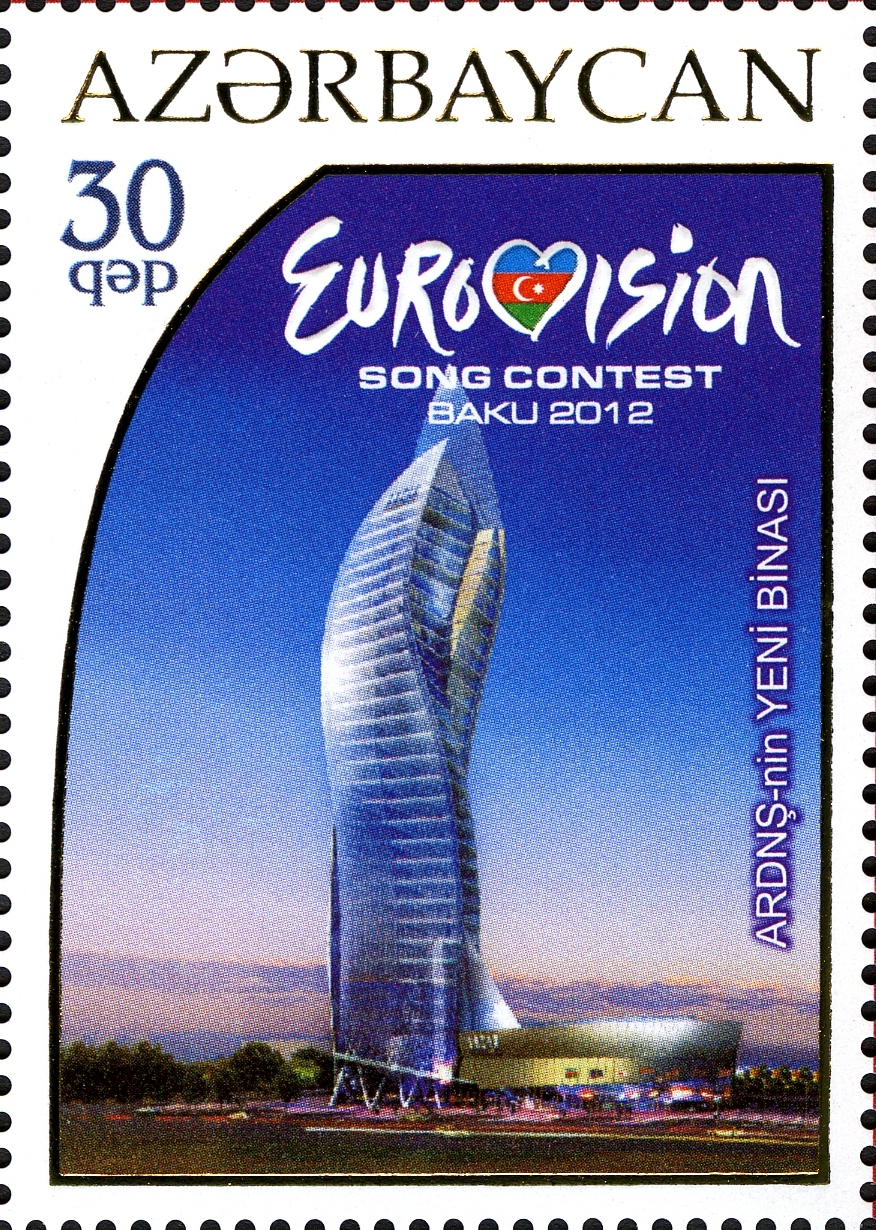
Початковий проект хмарочоса на поштовій марці
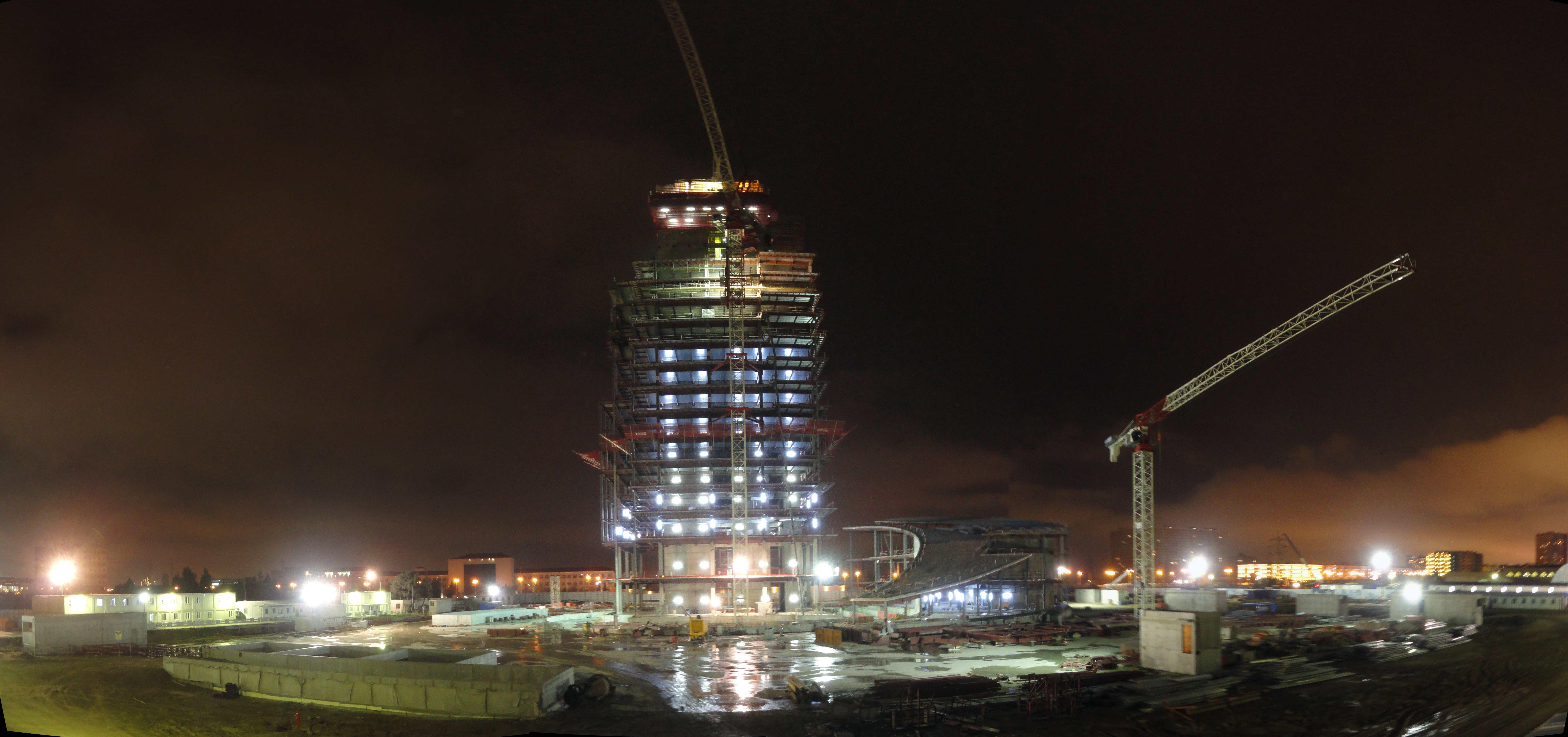
Стан будівництва на 23 лютого 2013: закладка 19 поверху бетонної серцевини
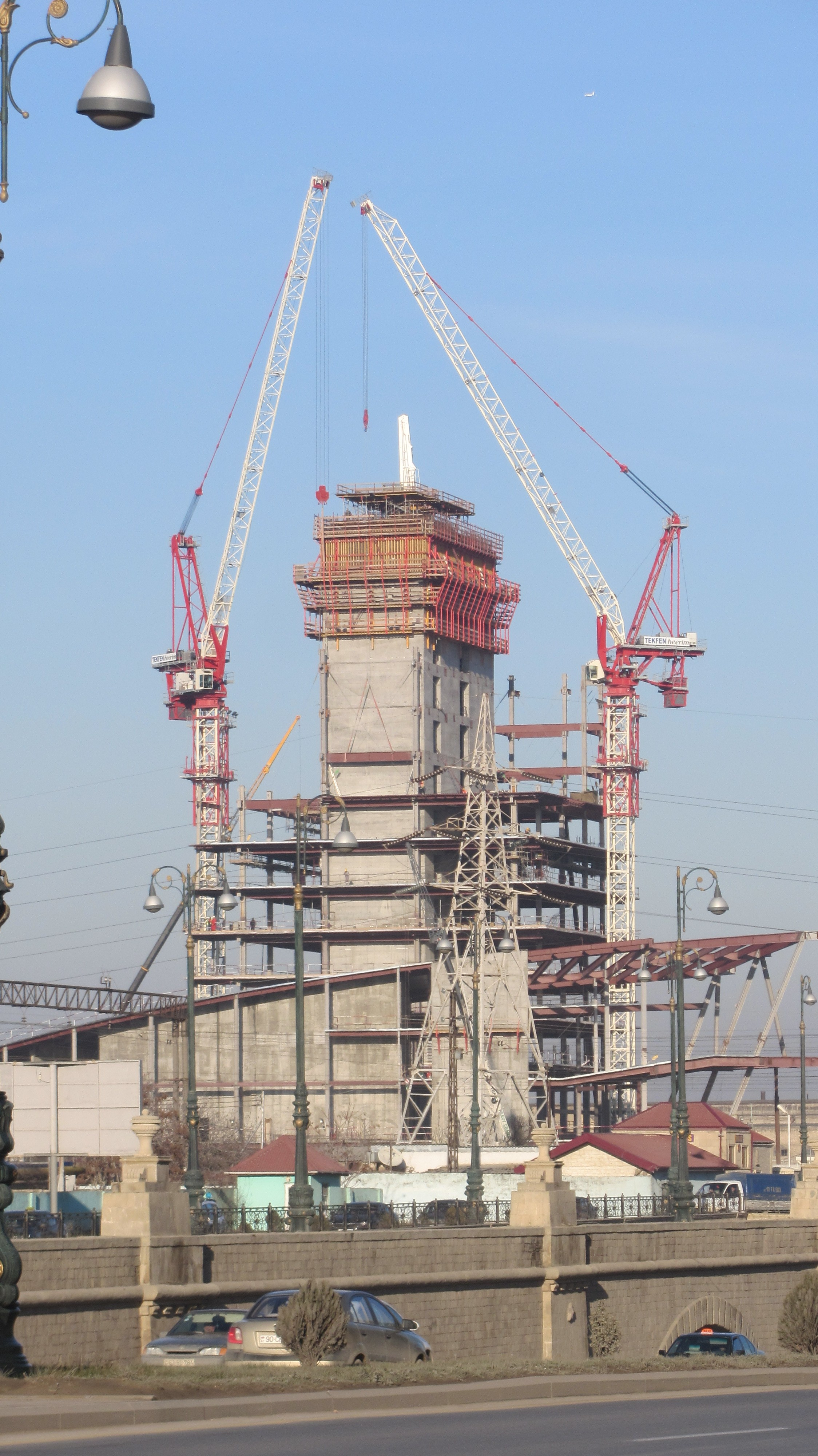
Стан будівництва на 12 січня 2013
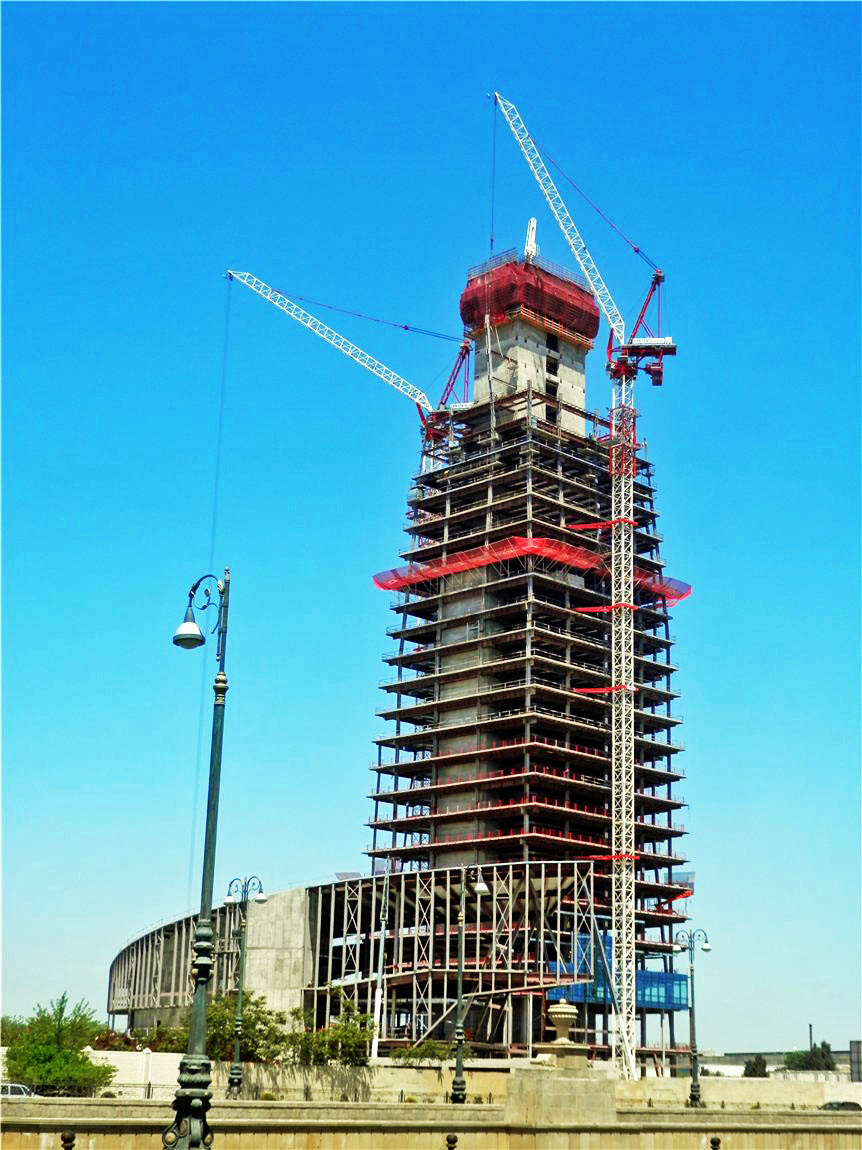
Закладка 27 поверху серцевини (10 травня 2013 року)
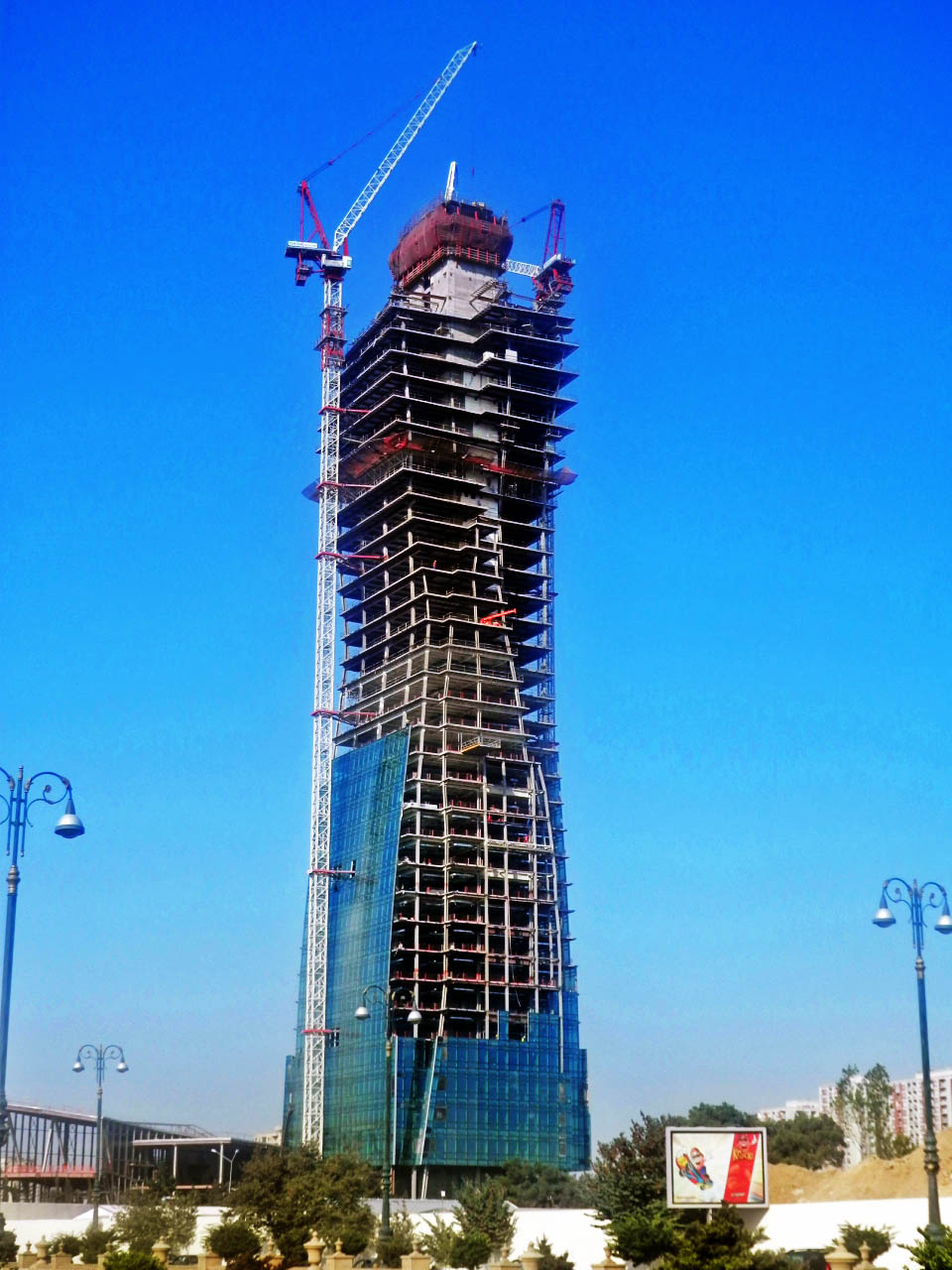
Стан будівництва на серпень 2013: закладка 37 поверху серцевини